# Pusty dom
Pusty dom lub Przygoda w pustym domu (ang. The Adventure of the Empty House) – opowiadanie Arthura Conana Doyle’a o detektywie Sherlocku Holmesie, pierwsze ze zbioru Powrót Sherlocka Holmesa. Pierwsza publikacja w czasopiśmie Collier’s Weekly we wrześniu 1903 (ilustracje Frederic Dorr Steele), następna w The Strand Magazine w październiku 1903 (ilustracje Sidney Paget). Autor, zmuszony przez fanów serii do stworzenia dzieła w którym wskrzeszał sławnego detektywa, umieścił je potem na szóstej pozycji swojej własnej listy ulubionych opowiadań o Holmesie.

## Fabuła
Po powrocie z klubu Ronald Adair zostaje zastrzelony w swym pokoju podczas notowania zysków i strat w grze w karty. Zginął od kuli z rewolweru, jednak broni w pokoju nie znaleziono. Brak też śladów włamania. Drzwi były zamknięte od wewnątrz, okno od ulicy otwarte. Jedynym wytłumaczeniem jest strzał z zewnątrz przez okno, lecz wymagałoby to wyjątkowej celności strzelca oraz broni o dużym zasięgu. Doktor Watson bezskutecznie rozmyśla nad tą zagadką. 
Tymczasem uchodzący za zabitego Sherlock Holmes w przebraniu podstarzałego księgarza wchodzi do domu Watsona. Ujawnia się, co dla jego przyjaciela, wciąż przekonanego o śmierci Holmesa, jest dużym szokiem. Detektyw wyjaśnia, że nie wpadł do wodospadu Reichenbach, jak to Watson błędnie wywnioskował. Okazuje się, iż Holmes wykorzystując swoje wielkie umiejętności w zakresie sztuki walki bartitsu, zepchnął w przepaść swojego największego przeciwnika, profesora Moriarty’ego. Chcąc, aby pozostali członkowie gangu, kierowanego przez profesora, sądzili, że detektyw również zginął, ukrywa się, o czym wie tylko jego brat Mycroft Holmes.
Holmes zaprasza Watsona, aby jeszcze tego samego wieczoru wspólnie schwytali pułkownika Sebastiana Morana, zapalonego myśliwego i członka gangu Moriarty’ego (to właśnie Moran usiłował zabić go nad wodospadem, ciskając w niego głazami). Detektyw, wiedząc, że Moran będzie chciał go zastrzelić, umieszcza w oknie swego pokoju na Baker Street woskową figurę, tak, aby wydawało się, że w pomieszczeniu znajduje się żywa osoba. Wraz z doktorem czatują w pustym pokoju po przeciwnej stronie ulicy. Pułkownik schwytany przy próbie zamachu na Holmesa używa tej samej broni, którą przedtem popełnił zabójstwo Adaira i zagadkowa śmierć gracza zostaje wyjaśniona. Holmes tłumaczy też doktorowi motyw tego zabójstwa – Moran został przyłapany przez Adaira na oszukiwaniu w grze. 
Ekranizacje:
- 1921 Eille Norwood (Holmes), Hubert Willis (Watson)[3]
- 1951 Alan Wheatley (Holmes), Raymond Francis (Watson)[4]
- 1980 Wasilij Liwanow (Holmes), Witalij Sołomin (Watson), pod tytułem Łowy na tygrysa[5]
- 1986 Jeremy Brett (Holmes), Edward Hardwicke (Watson)[6]